# NGC 5276
NGC 5276 é uma galáxia espiral barrada (SBb) localizada na direcção da constelação de Canes Venatici. Possui uma declinação de +35° 37' 27" e uma ascensão recta de 13 horas, 42 minutos e 21,9 segundos.
A galáxia NGC 5276 foi descoberta em 27 de Março de 1856 por William Parsons.